# Gitega
Gitega (régebben Kitega) 2019 óta Burundi politikai fővárosa, egyben második legnagyobb városa, 125 000 (2019) lakossal. Az ország közepén, a de facto fővárostól, Bujumburától mintegy 62 kilométerre keletre helyezkedik el; az ország 18 tartománya egyikének, Gitega tartománynak a székhelye. Pierre Nkurunziza elnök 2018 decemberében jelentette be, hogy korábbi ígéretéhez híven visszaadja Gitegának egykori politikai szerepét, az ország gazdasági és kereskedelmi központja azonban Bujumbura marad. A burundi parlament 2019. január 16-án megszavazta, hogy három év múlva Bujumburából átköltöztetik a fővárost – az ellenzék szerint azonban alkotmányellenes a döntés.

## Földrajz
Gitega az azonos nevű tartomány székhelye. Az ország közepén helyezkedik el, nagyjából azonos távolságban a nyugaton lévő gazdasági fővárostól, Bujumburától, illetve a Tanganyika-tótól, valamint Tanzánia keletre eső határától — mindkettő kb. 62 kilométerre van; az északon lévő ruandai határ pedig kb. 72 kilométerre húzódik. A hegyek által körülvett széles fennsíkon található 1504 méter magasságban, néhány kilométerre délnyugatra a Ruvyironza és a Ruvubu folyók találkozásától. A várostól 26 kilométerre észak-keletre fekszik az ország legnagyobb nemzeti parkja (Ruvubu Nemzeti Park). 
A várost számos, a rajta áthaladó 2. számú főútvonal (RN2) mentén fekvő negyed alkotja: Magarama, Nyamugari (szuahéli negyed), a kereskedelmi negyed, a közigazgatási negyed, Musinzira, Shantanya, Rutonde, Nyabiharage, Nyabututsi és Mushasha (vallási negyed). A magas fekvésű települést hegyek veszik körül: Kavumu, Muremera, Maramvya, Mubuga, Mubanga, Kibungo és Musongati.

### Éghajlat
Gitea trópusi szavanna éghajlattal rendelkezik. A nedves évszak októbertől áprilisig tart. Mivel a város a tengerszint felett nagy magasságban fekszik (1504 m), így a hőmérséklet alacsonyabb, mint ami az Egyenlítőhöz ilyen közelségben megszokott. Az átlagos maximum hőmérséklet 25 °C körül, az átlagos minimum hőmérséklet pedig 12 °C körül van.
| Hónap                                                   | Jan. | Feb. | Már. | Ápr. | Máj. | Jún. | Júl. | Aug. | Szep. | Okt. | Nov. | Dec. | Év   |
| ------------------------------------------------------- | ---- | ---- | ---- | ---- | ---- | ---- | ---- | ---- | ----- | ---- | ---- | ---- | ---- |
| Átlagos max. hőmérséklet (°C)                           | 25,2 | 25,5 | 23,3 | 24,9 | 24,8 | 25,2 | 25,9 | 26,8 | 27,1  | 26,4 | 24,9 | 24,8 | 25,4 |
| Átlagos min. hőmérséklet (°C)                           | 13,8 | 13,7 | 13,8 | 14,3 | 13,6 | 11,6 | 10,5 | 11,6 | 12,7  | 13,4 | 13,6 | 13,5 | 13,0 |
| Átl. csapadékmennyiség (mm)                             | 158  | 147  | 164  | 169  | 76   | 6    | 4    | 9    | 53    | 100  | 149  | 145  | 1179 |
| Forrás: World Meteorological Organization (2019.10.31.) |      |      |      |      |      |      |      |      |       |      |      |      |      |

## Történelme
Gitegát a német gyarmatosítók alapították 1912-ben és tették meg Usumbura (Bujumbura régi neve) helyett fővárosnak. Az első világháború után Burundi Belgium gyarmata lett, amely meghagyta Gitegát fővárosnak. Az ország függetlenségének 1962-ben történt elnyerése után fejlettsége és infrastruktúrája miatt Bujumbura lett a főváros. 
2007 márciusában Pierre Nkurunziza elnök bejelentette, hogy szándékában áll a főváros áthelyezése Giteába. Szerinte a város központi fekvése ideális ahhoz, hogy a népesség nagyobb részét tudja kiszolgálni.
2018. december 21-én a minisztertanács, Pierre Nkurunziza elnökletével elfogadta a törvénytervezetet, miszerint Burundi politikai fővárosa Gitega, gazdasági és kereskedelmi fővárosa pedig marad Bujumbura. A törvényt 2019. január 16-án a burundi parlament elfogadta; három éven belül valamennyi kormányzati szerv átköltözik.

## Oktatás
2014-ben alapították a városban a Gitegai Műszaki Egyetemet.

## Kultúra
A város ad otthont a Gitegai Nemzeti Múzeumnak. A környéken számos karyenda királyi dobszentély található, valamint az ibwami (királyi udvar). 1972. április 29-én itt gyilkolták meg a hat év száműzetésből visszatért V. Ntare királyt, az ország utolsó uralkodóját.